# ADE Senador Guiomard
Der Associação Desportiva Senador Guiomard, in der Regel nur kurz ADESG genannt, ist ein Fußballverein aus Senador Guiomard im brasilianischen Bundesstaat Acre.
Als Sieger der Staatsmeisterschaft von Acre 2006 qualifizierte sich die ADESG zur Teilnahme am Copa do Brasil, dem nationalen Pokalwettbewerb. Im Copa do Brasil 2007 traf der Klub in der ersten Runde auf den Fluminense FC. In den beiden Spielen unterlag man mit 1:2 und 0:6.

## Erfolge
- Staatsmeisterschaft von Acre: 2006
- Staatsmeisterschaft von Acre – Segunda Divisão: 2017

## Stadion
Der Verein trägt seine Heimspiele im Estádio Nabor Júnior, auch unter dem Namen Naborzão bekannt, in Senador Guiomard aus. Das Stadion hat ein Fassungsvermögen von 4000 Personen.